# Moğollar
Moğollar (deutsch Mongolen) ist eine türkische Rockgruppe.

## Geschichte
Die Band wurde 1967 von fünf jungen Musikern Murat Ses, Aziz Azmet, Cahit Berkay, Engin Yörükoglu und Haluk Kunt gegründet und entwickelte im Laufe der Zeit einen eigenen Stil, den sie Anadolu Rock (Anatolischer Rock) nannten: Rockmusik westlicher Prägung kombiniert mit türkischen Rhythmen, Harmonien und Instrumenten. 1976 brach die Gruppe auseinander; 20 Jahre später gab es eine Wiedervereinigung der Band, der heute fünf Musiker angehören.
Die Band ist hauptsächlich für ihre Filmmusik und ihre Instrumentalstücke bekannt.
Eine Komposition vom Gründungsmitglied und Keyboarder Murat Ses Garip Çoban (aufgenommen 1970) wird in mehreren Ländern für die Playstation-3-Werbekampagne „This is living“ verwendet.

## Diskografie

### Alben
- 1971: Anadolu Pop, veröffentlicht auch als Danses Et Rythmes De La Turquie D’Hier À Aujourd’hui unter dem Bandnamen Les Mogol[1] (Uzunçalar)
- 1975: Hittit Sun / Düm-Tek (LP)
- 1976: Moğollar (LP)
- 1994: Moğollar'94 (Berkay-Bayar Müzik)
- 1996: Dört Renk
- 1998: 30. Yıl (Emre Plak)
- 2004: Yürüdük Durmadan (Emre Plak)
- 2009: Umut Yolunu Bulur (Emre Plak)

### Kompilationen
- 1990: Anılarla (mit Silüetler)
- 1993: Anadolupop 70'li Yıllar
- 2000: Moğollar 1968–2000
- 2011: Moğollar Efsanesi. Orijinal Plak Kayıtlarıyla (Esen Müzik)
- 2012: Live In Istanbul 1973 (mit Cem Karaca)
- 2015: Unutulmayan Plaklar Arşiv, Vol. 1 (mit Cem Karaca)
- 2016: 2.2.1973 Ankara (mit Cem Karaca)

### Singles
- 1968: Eastern Love / Artık Çok Geç
- 1968: Mektup / Lazy John
- 1968: Everlasting Love / Hard Work
- 1968: Ilgaz / Kaleden Kaleye Şahin Uçurdum
- 1970: Dağ Ve Çocuk / İmece
- 1970: Ağlama / Yalnızlığın Acıklı Güldürüsü
- 1970: Garip Çoban / Berkay Oyun Havası
- 1970: Ternek / Haliç’te Güneşin Batışı (mit Ersen)
- 1970: Hitchin / Behind The Dark
- 1971: Behind The Dark / Madımak / Lorke
- 1971: Hitchin / Hamsi
- 1971: İşte Hendek İşte Deve/Katip Arzuhalim Yaz Yare Böyle (mit Barış Manço als Manchomongol)
- 1971: Binboğanın Kızı / Ay Osman (mit Barış Manço als Manchomongol)
- 1972: Yalan Dünya / Kalenin Dibinde (mit Selda Bağcan)
- 1972: Sessiz Gemi / İndim Havuz Başına
- 1972: Alageyik Destanı / Moğol Halayı
- 1972: Çığrık / Sıla
- 1972: Sor Kendine / Garip Gönlüm (mit Ersen)
- 1973: Deniz Üstü Köpürür (mit Cem Karaca)
- 1973: Obur Dünya / El Çek Tabib (mit Cem Karaca)
- 1973: Gel Gel / Üzüm Kaldı (mit Cem Karaca)
- 1974: Namus Belası / Gurbet (mit Cem Karaca)
- 1974: Tanrıların Arabaları / Bu Nasıl Dünya?
- 1975: Birlik için Elele / Sevgimin Derdi Albümler (mit Ali Rıza Binboğa)
- 2000: Dinleyiverin Gari
- 2004: Yolum Seninle
- 2006: Geçti Dost Kervanı